# 古代エジプトの服飾
古代エジプトの服飾（こだいエジプトのふくしょく）とは、紀元前3200年から紀元前341年までの現在のエジプト周辺にあたる地域での服装を指す。

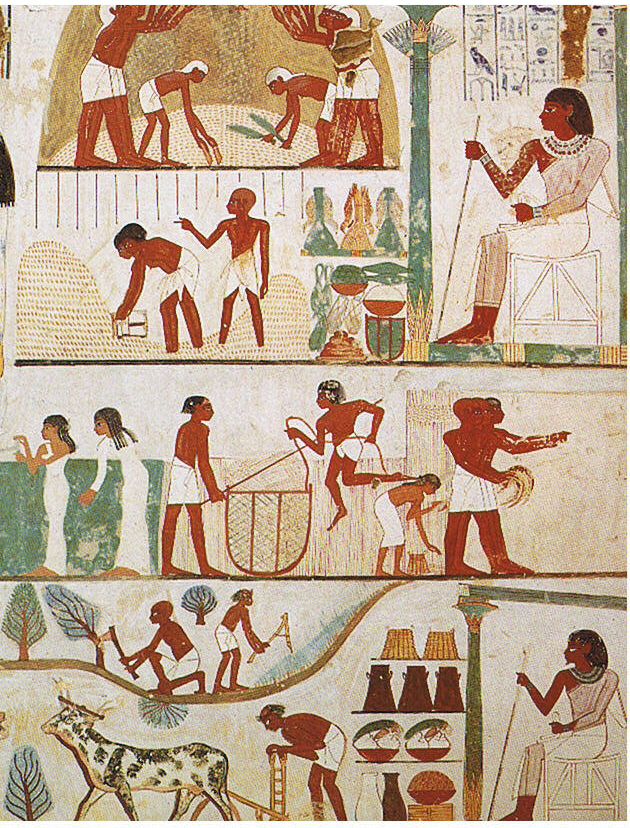
第18王朝の墓の壁画。さまざまな階級の人々が描かれている。

## 特徴

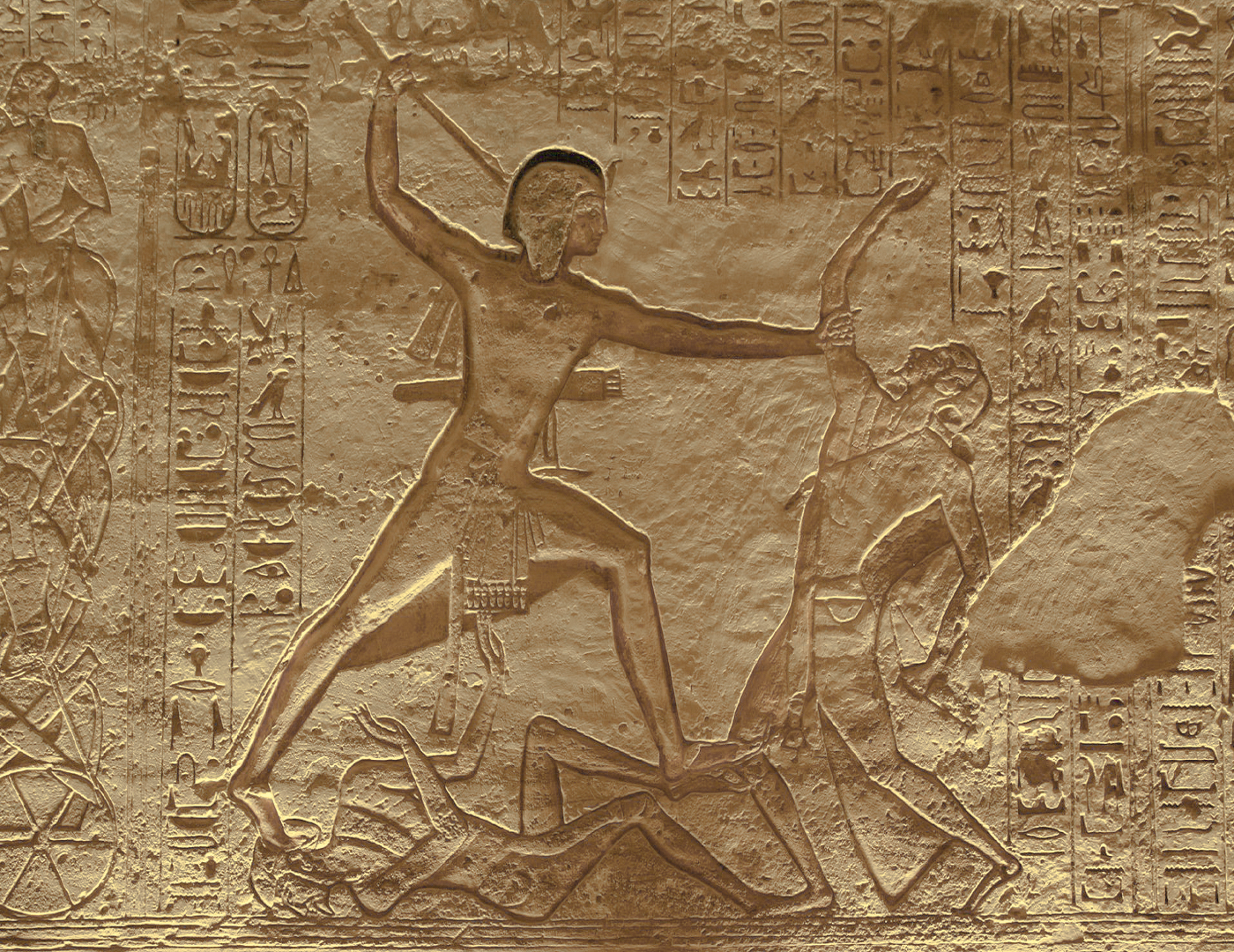
エジプトの壁画に描かれた人物

世界最古の紡ぎ器はエジプトのファイユーム湖畔(en)で発見されたもので、少なくとも紀元前5000年頃からエジプトには糸を紡ぐ技術があったことが判る。
この紡ぎ器は円盤の上に紡錘を設置して回しながら糸を撚ったものである。
共に発掘された亜麻の布の残骸から、当時の布はおそらく樹に経糸を吊るし手で横糸を編み込んだものと考えられている。
そして、現存最古の織物とされる亜麻の棺覆い、現存最古の衣服とされるタルカンで発掘された第一王朝の優美な亜麻のチュニックなどもエジプト文明の栄華を今に伝える便である。
古代エジプトでは紀元前3世紀ごろからナイル川流域でリネンが生産、輸出されていた。
新王国時代の始めごろ、小アジアから初めて木綿が輸入されて、ナイル川流域で栽培されるようになり、現在まで名産品となっている。
酷暑のエジプトでは薄手のリネンが主な衣服で、作りは簡単なものが多かった。
男子は腰布、女子は胸から足首までを覆う筒型のワンピースを着用し、神官や貴族、そして王族の服装は衣服の材質や形状よりもその身分や職業に応じた特別な装飾品を身につけることで庶民と区別された。
エジプト人は衛生面や体温の発散などの目的から、男子は髪を剃り上げ、女子は短く刈り込んでいた。
高位の男性の間では威儀を正すためにさまざまな被り物が考案され、編んだ人毛もしくは麻糸を使った鬘が身につけられた。
平民や奴隷は裸足が多かった。
履物は踵のない平底のパピルス製サンダルが使われたが、王のものは爪先が反り返った特別の形状で王権のシンボルでもあった。
エジプトでは主な身分標識である装飾品の制作が盛んであった。
ファイアンス（陶器）のビーズを筆頭に、宝石、貴金属、ガラス、七宝など現代の装飾品に使われる材料の多くを古代のエジプト人は知っていた。
首飾り、腕輪、足輪などが作られていた。
頭飾りは非常に好まれ、飾り櫛、ヘアバンド、冠、頭巾などが使われていた。

## 男子の衣装

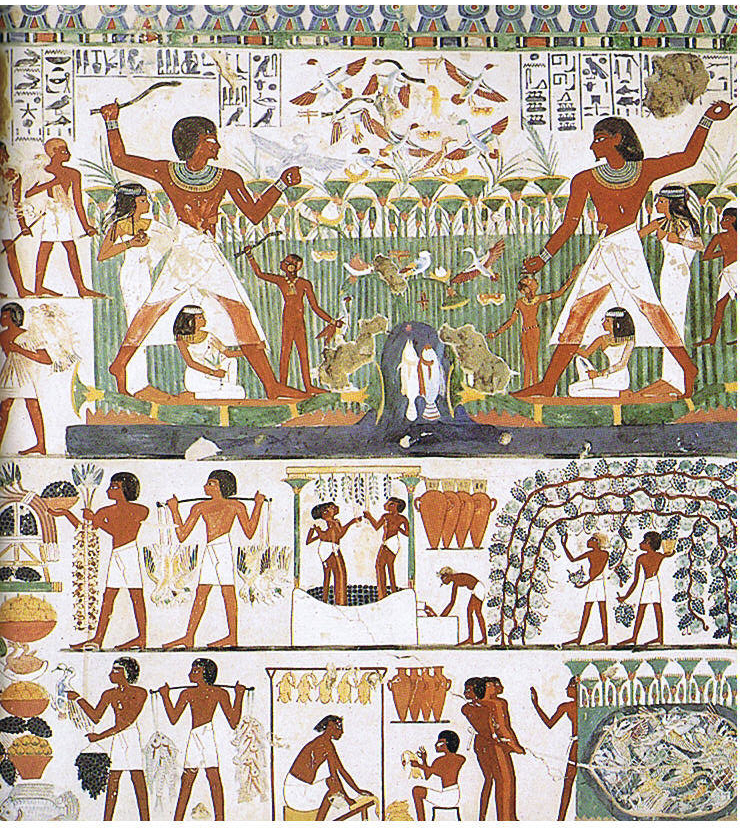
第18王朝の墓の壁画。狩りを楽しむ貴族（上段）。葡萄を収穫し酒を作る庶民（中段）。料理をする庶民（下段）。上部左右に描かれた人物の傍らには、全裸で辮髪をした子供も描かれている。

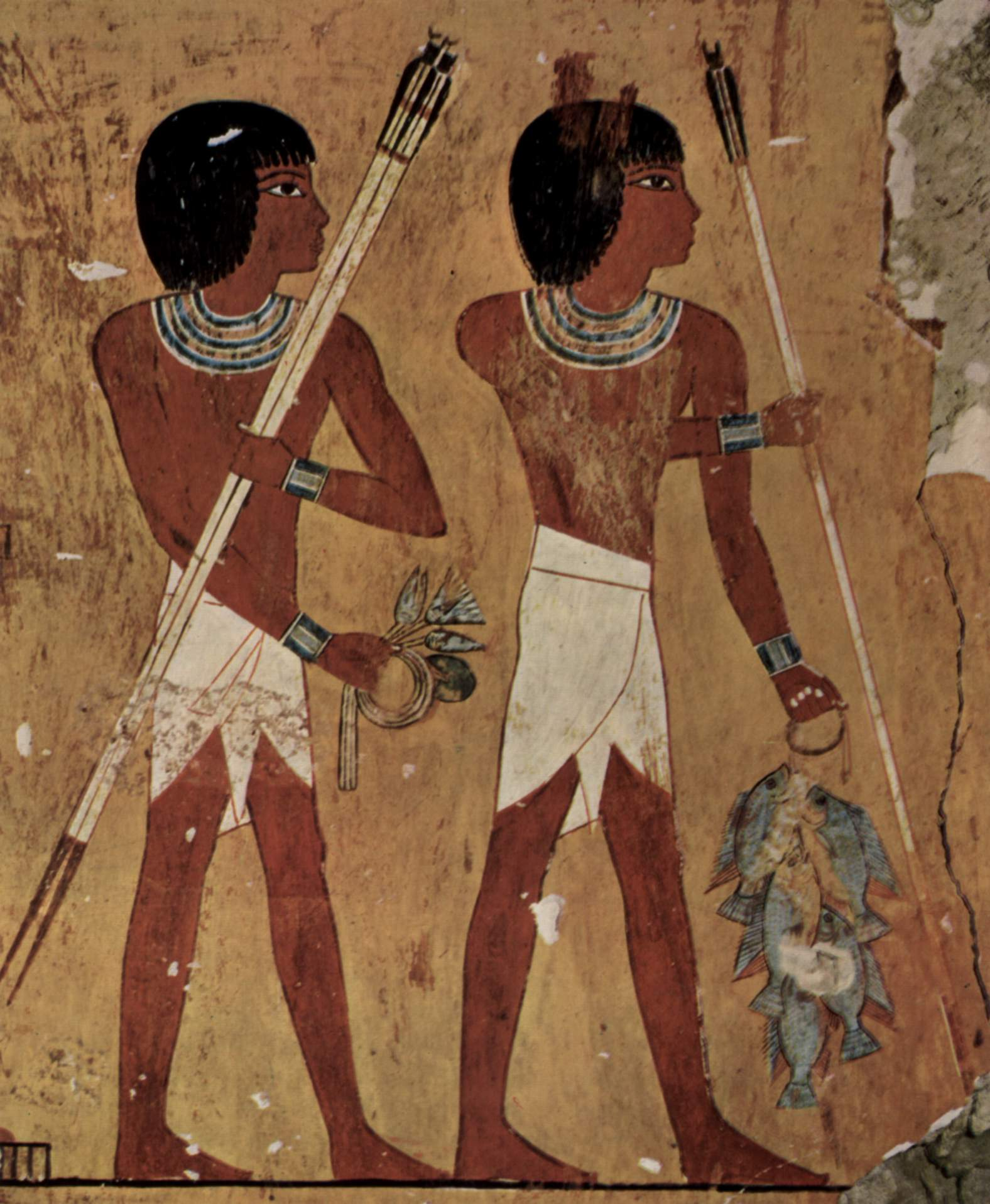
古代エジプトの腰布、テーベ墓地の壁画

古代エジプトの男性は、基本的に腰帯の前に布を垂らした恥部覆いの上から一枚の布を腰に巻きつけるだけのシンプルなものだった。
エジプト人にとって赤銅色の皮膚は、黒褐色や黄褐色の皮膚をもつ近隣の民族と自分たちを区別する象徴であり、イスラム教の禁欲的な思想が持ち込まれるまで肌を露出することはむしろ誇りであった。
髪は剃りあげており、気温の高い環境下でも衛生的であった。

### 一般庶民
庶民の男性は、ほぼ古代エジプトの全時代を通して、ロインクロス（腰布）の一種であるシェンティという白い麻布を腰に巻いただけの姿であった。
腰布は時代と共に徐々に長くなる傾向にあった。
腰布には、腰に巻きつけて結ぶもの、股を通して結ぶもの、紐などで腰を締めていた。
股間は丸見えだったという。
多くの庶民は剃りあげた頭か自然の髪のままであったようだ。
新王国時代の始めごろに、肌が透けるほど薄い木綿でできたカラシリスと呼ばれる衣服が小アジアから伝えられた。
木綿は最初高価なぜいたく品であり、書記や地主など社会的地位が高く裕福な人々だけがカラシリスを着ることができた。

### 上流階級
上流階級の衣装も腰布が基本であるものの、異民族の文化や輸入品の影響を受けて、時代によって好みが変わっていた。
古王国時代は王や貴族も腰布をほぼ唯一の衣装としていたものの、上流の人物ほど布地を多くとって丈長く襞を取るなどいくらか優雅な装いをしていた。
現在最古の織物とされる紀元前3190年ごろの第一王朝の王ドゥジェール王の遺品は、経糸60本緯糸48本という現代の基準からしてもかなり緻密な高級リネンである。
その後、第十八王朝に至るまでの出土品から察するに、基本的にエジプトの織物は経糸のほうが密である特徴がある。
出土品の中には織り耳に藍で細い縞を織りだしたものもあり、藍やタマネギや紅花を刺繍糸の染料として使ったとみられる記述が残るなど、ファッションを楽しむ余裕があったことが分かる。
高位の男性は首飾りを好み、職業の象徴として宰相は女神マアトを象ったペンダントトップを誇らしくそこに提げた。
神官は豹の毛皮をまとったが、多くの古代社会で用いられた羊や牛などの毛皮は不浄のものとして庶民に使われることはあったにしろ避けられていた。
古王国時代後半には、貴族階級はファラオの象徴であった金のプレートを真似て、固く糊を付けた麻布製の三角形の前垂れを締めていた。
新王国時代になると、宰相や医師長や布告官など最高位の高官たちはまるで女性のワンピースのような独特の衣装を身につけるようになった。
高貴な男性は肌を明るく見せる黄褐色か、肌の赤みを強調するオレンジ色の顔料でできた化粧品を顔に塗っていた。
エジプトにおける目元の化粧の最古の例は紀元前4000年頃〜3200年頃のマーディ文化で使われた軟マンガン鉱にまでさかのぼる。
古王国時代に入ると孔雀石が、中王国時代に入ると方解石が瞼に塗る化粧品としてより好んで使われた。
目の周りにはアンチモン・アーモンド墨・酸化マンガン・鉛・酸化鉄などの黒・灰色で眉とアイラインを引いた。
自前の眉は剃りおとしてあるのがふつうであった。
2001年1月7日にルーブル美術館とフランス国立科学研究センターの共同研究チームが「Analytical Chemistry」電子版に寄せた論文によると、ごく少量の鉛を含んだエジプト人のアイライナーが眼病の原因となる一部のバクテリアに対する免疫機能を活性化することが実験によってわかった。
また、エジプト男性は彼らの妻や娘と同じくらい爪の手入れに関心を持っており、第6王朝のレリーフには二人の男性ネイリストが壮年の男性の足のつめの手入れとヘナのマニキュアを施そうとしている場面が遺されている。

### ファラオ

ファラオ（新王国時代の墓の壁画に基づく画）

王の腰布は特別製で、細かく襞を取り両端を丸く断ち落して前垂れを付けたり、緑や黄色の縞柄のものを使い、黄金の三角形のプレートを提げるなど臣下のものとは明らかに異なっていた。
上流階級の人々は威儀を正すために鬘をかぶったが、王はさらに特別な被り物をしていた。
第四王朝以降クラフトという縞柄の頭巾が王の被り物となった。
さらにその上に、上ナイルの支配者を表すヘジェトという白い冠や下ナイルの支配者を表すデシェレトという赤い冠を被ったり、以上の二つの冠を重ねたセケムティという二重冠をかぶったり、黄金のコブラやハゲワシの飾り物を取り付けていた。
王の印として付け髭をつけたが、これはごく若くして即位したツタンカーメンのような幼王やハトシェプストのような共同支配者ではない独立した女王も装着しており、装飾品としての意味合いが強かった。

## 女子の服装
エジプトの女性はかなり早い時期から現代でも通用するようなシースドレス（鞘型ドレス）と呼ばれる筒型のワンピースを身に着けていた。
庶民の女性もなんらかのささやかなアクセサリーを所持しており、化粧も行われていた。
エジプトでは妻が自分の自由に使える財産を持っていることが多く、男性の所有物ではなく一個人として扱われたため、後のギリシャの女性などに比べてかなりのびのびとおしゃれを楽しむことができた。

### 一般庶民
庶民の女性は、胸の間から両肩に掛けて一本ないし二本の紐で釣る白いワンピースを主な衣料にしていた。
細身のワンピースは胸から足首までを覆うしとやかな印象のものだが、宴に侍っている踊り子や奴隷娘は恥部を覆う程度の前垂れのみを付けていた。
ただし、女神像や王妃の肖像には慈愛の表現として胸を露出したものもあり、神や王女から下層民の子まで身分に関係なく童子像は全裸で描かれるのがエジプト絵画の決まりであるなど、露出の多い衣装は動きやすさを優先したもので、客人を喜ばせるための卑俗で厭らしいものではなかったと思われる。
祝祭にはビーズで華やかに装うことができたが、貴婦人のようなビーズを編んだ豪華な飾りが手に入らない庶民はビーズを通した細紐かビーズに似せた組紐を腰に巻くだけで我慢しなければならなかった。
子供は髪の一部を結んで垂らして、他の部分はすっかり剃りあげる辮髪の変形のような髪型をしていた。
庶民の娘たちは亜麻のリボンを頭に巻いて蝶結びにし、白や赤や水色のビーズの腕輪をしていた。
踊り子は舞踏の邪魔にならないよう自然の髪をお下げ髪にし、毛先に錘代わりのささやかな飾りを付けていた。
新王国時代の始めごろに、肌が透けるほど薄い木綿でできたカラシリスと呼ばれる衣服が小アジアから伝えられた。
地主の妻や姉妹など裕福な女性が好んで着用し、同じ小アジアから伝来した巻き衣も着られた。
比較的裕福な庶民ならばお白粉や黛などを入手することもでき、太いアイラインを引いた独特の化粧をしていた。
裕福なエジプト人は肌の色艶を保つ効果がある胡麻油（当時エジプトで広く用いられていた）で奴隷に体をマッサージさせていたが、かなり低い身分でもヒマシ油で肌をマッサージして砂や日差しから肌を守っていた。
植物油は古代エジプトの人々の生活に不可欠な品であり、神への供物、即位式に注がれる聖油、王墓建設のために招かれた職人に胡麻油が配給された記録があり、後のプトレマイオス朝においては五品目の油の製造と販売が国家によって管理されている。

### 上流階級

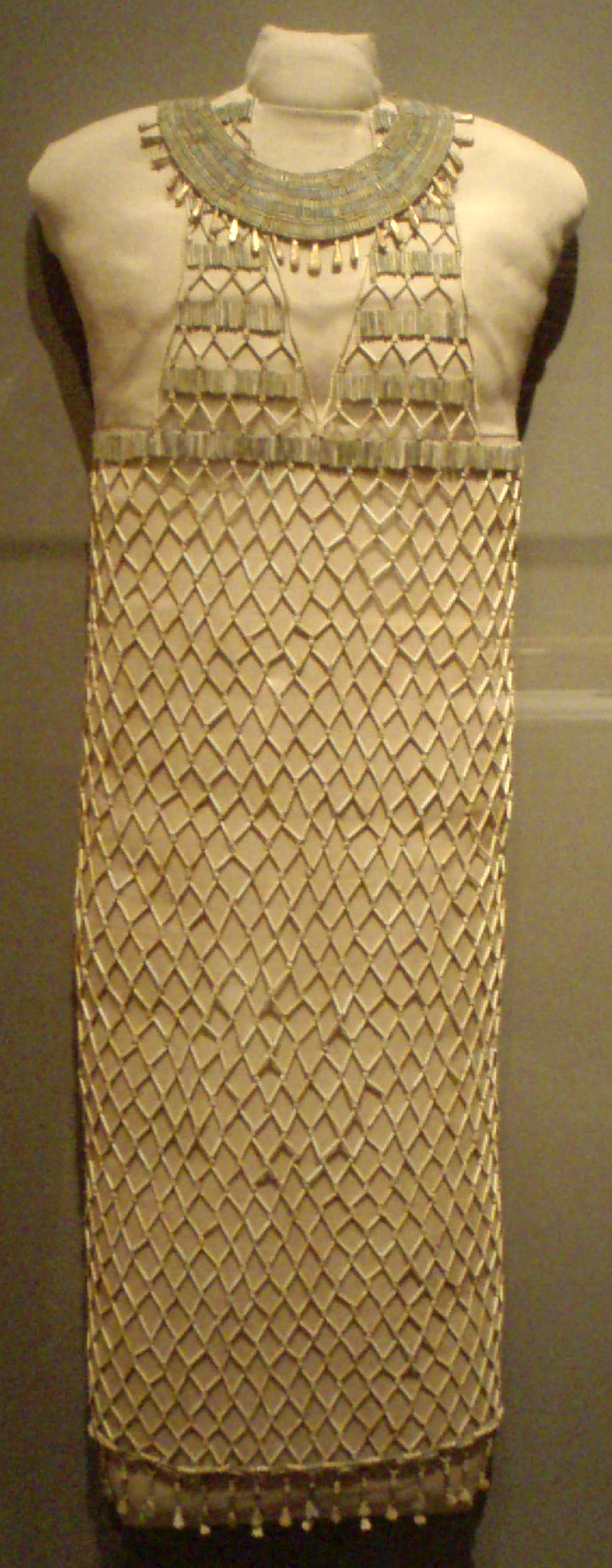
ギザで発見されたBC2589から2566頃のビーズ製のワンピース

上流階級の衣装もワンピースドレスが基本であるものの、異民族の文化や輸入品の影響を受けて、時代によって好みが変わっていた。
古王国時代は王妃や貴婦人もワンピースドレスをほぼ唯一の衣装としていたものの、上流の人物ほど布地を多くとって襞を取るなどいくらか優雅な装いをしていた。
祝祭では色鮮やかなビーズを糸に通したネット飾りにしたり、羽に似た細かい模様を裾などに染めるなどのおしゃれもしていた貴婦人もいる。
供物を運ぶ女性像やレリーフなどには、おそらくスタンプの要領で染色したと思しい幾何学模様が染められており、模様のある衣服を身につける場合もあったようだ。
また、第4王朝の有名な彫像「ラーホテプ王子とネフェルト妃像」に見られるような大きく肩から胸元があいたガウンを涼しい時間帯に重ね着していた。
上半身裸の男性に比べて露出は少ないものの、片側の乳頭が露出した巻き衣やビーズの恥部覆をつけただけの素肌の上にカラシリスを着た女性のレリーフ、網目状にビーズを編んだ出土品のドレスなど、裸に対しての感覚は現代に比べておおらかであった。
新王国時代には、貴婦人たちは今までのワンピースやガウンに加えてさらに優美な装いを手に入れた。
新しい支配地域となった近東地域から伝わった、宝石のような色ガラス、透けるような布で作った白やパステルカラーのチュニックドレスや優雅なショールを細やかに襞を寄せて身にまとうようになった。
新しい透けるドレスは「カラシリス」と呼ばれ、現在のドレスのような広いデコルテや胸の谷間からへその上まで見える魅惑的なネックラインに仕立てられており、深い組紐やリボンや縁飾り、末期王朝時代には刺繍やスパンコールなどで装飾された。
透けるものも透けないものもあったショールは一様に縁を細かな房で装飾されている。
鬘（かつら）にも流行があり、良く知られるボブヘアだけでなく中王国時代にはリボンでとめた髪を太く編んで両肩に下げるハトホル風の優美な鬘が、新王国時代には細い三編みを全体に垂らした髪型が人気を博したことで知られている。
髪飾りはよく知られた花模様のヘアバンドの他にも、貴婦人だけが使える高価な香料を染み込ませた櫛などが人気であった。
宝石でできた襟のような大きな首飾りは「ウェセク」や「メニト」と呼ばれ、貴婦人の必需品で陶器のビーズで華美に飾られていた。
こうした首飾りはたいへん重量のあるものなので、首が前に倒れないように後ろに重りをつけていた。
中王国時代になると、美しい色ガラスや宝石を飾ったエマイユの技術も加わり、首飾りや腕輪は男女を問わず用いられ、高貴な人々をより優雅に見せた。
貴婦人たちは上質なお白粉に加えて、アイラインや眉を引き、頬紅や口紅、宝石をすりつぶしたアイシャドー、ヘンナによるマニキュアなどによる化粧を楽しんだ。
3000年前の遺跡からは、動物性脂肪に香料入りの樹脂を少量加えたスキンクリームが発掘されている。
古代エジプト女性のお白粉は黄褐色の顔料を水で練ったもので、赤銅色の肌を明るく見せる効果があった。
ヘンナの口紅や油分を加えてスティック状にした辰砂の頬紅も使われたが、目元の化粧は特に重視された。
アンチモン・アーモンド炭・酸化マンガン・硫化鉛・酸化鉄などの黒・灰色・時には緑の塗料でアイラインを太く書き、自前の眉を剃りおとした上からやはりアンチモンや木炭の黛で眉を描いた。
アイシャドーには緑・空色・赤茶色・茶色などがあったが、よく用いられたのは孔雀石のアイシャドーであった。
アイシャドーは上下の瞼に塗り、時代は下るが名高い女王クレオパトラ7世は上瞼を青く、下瞼を緑に彩っていたといわれる。
化粧品には香料や添加剤として、乳香、没薬、甘松（オミナエシ科の植物ナルドキタシスの根から取れる香料・生薬）、タイム、マジョラム、ハナハッカ、エジプトプラム、アーモンドオイル、オリーブ油、胡麻油などが添加されている。

### 王妃

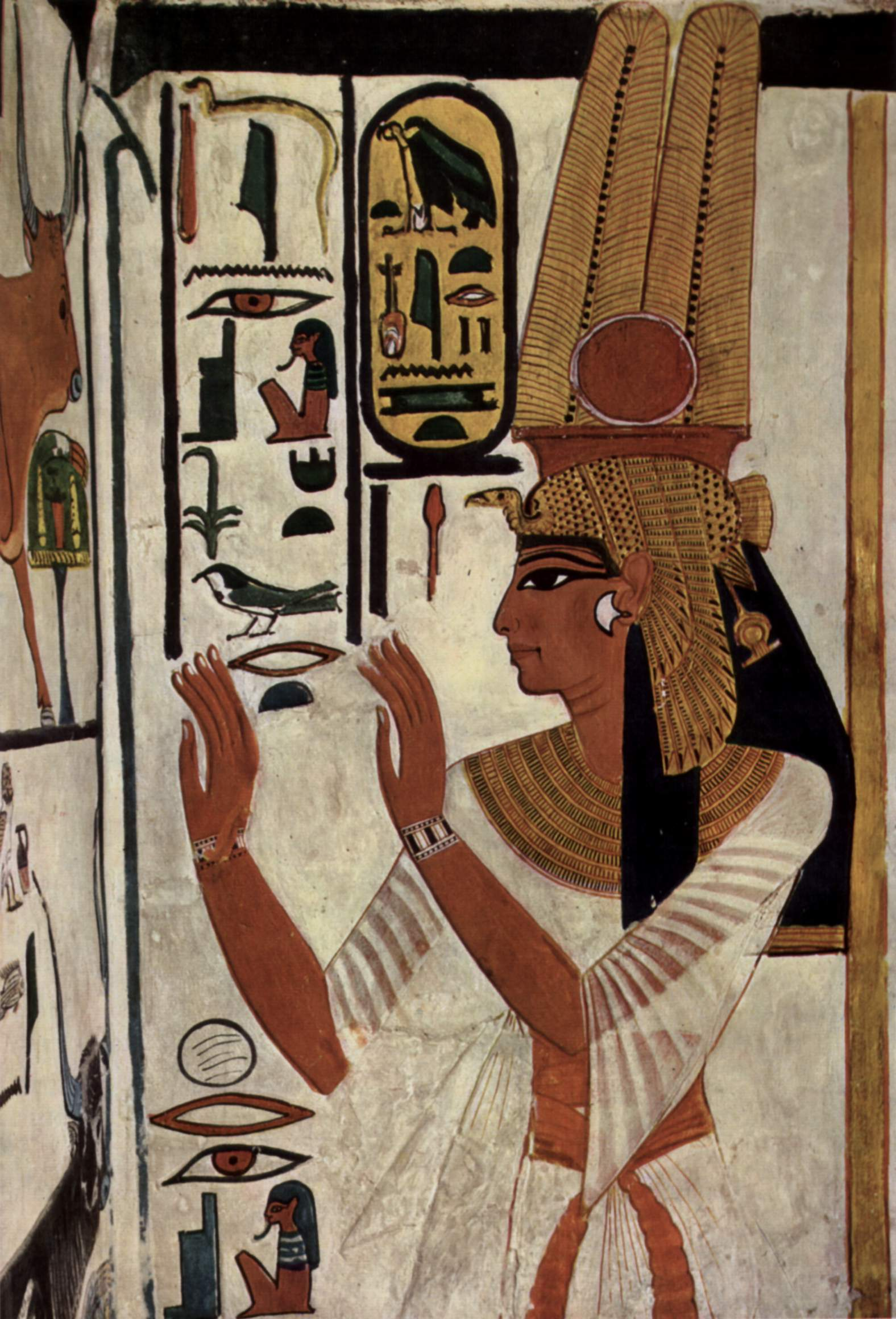
王妃ネフェルタリ

王妃の衣装は豪華であったが、ファラオと異なり形状自体は特に特別なものではなかった。
王妃の被り物は天空の女主人と呼ばれる高貴な女神ムトの冠で、翼を広げた黄金のハゲワシが頭に覆いかぶさるような形状のものであった。
同じ王妃でも第一王妃以外の王妃達はナイルの女神アンケトを象徴するガゼルを模した冠をかぶった。

## ギャラリー

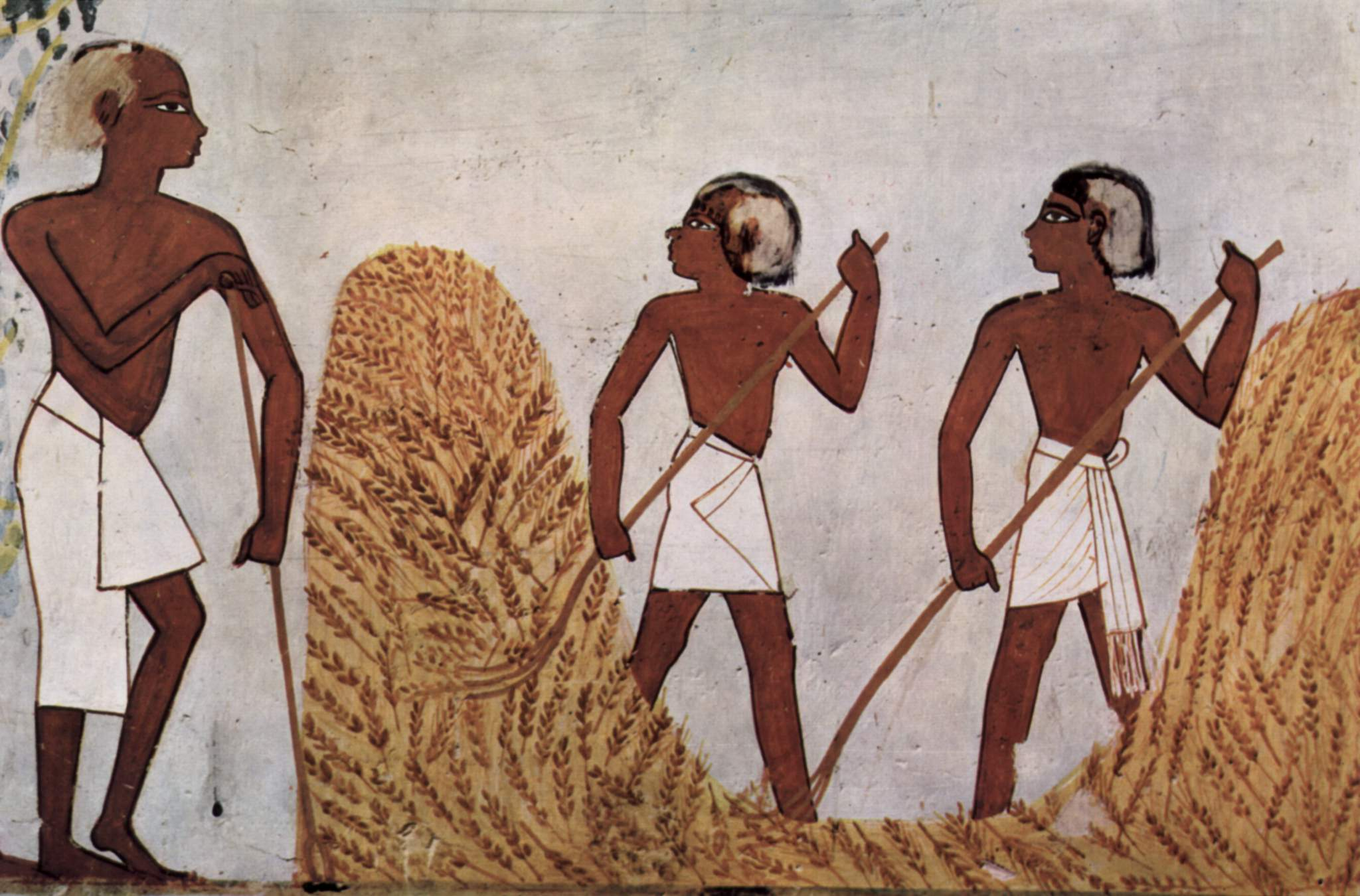
BC1422-1411頃。墓の壁画に描かれた麦を刈る農夫たち。
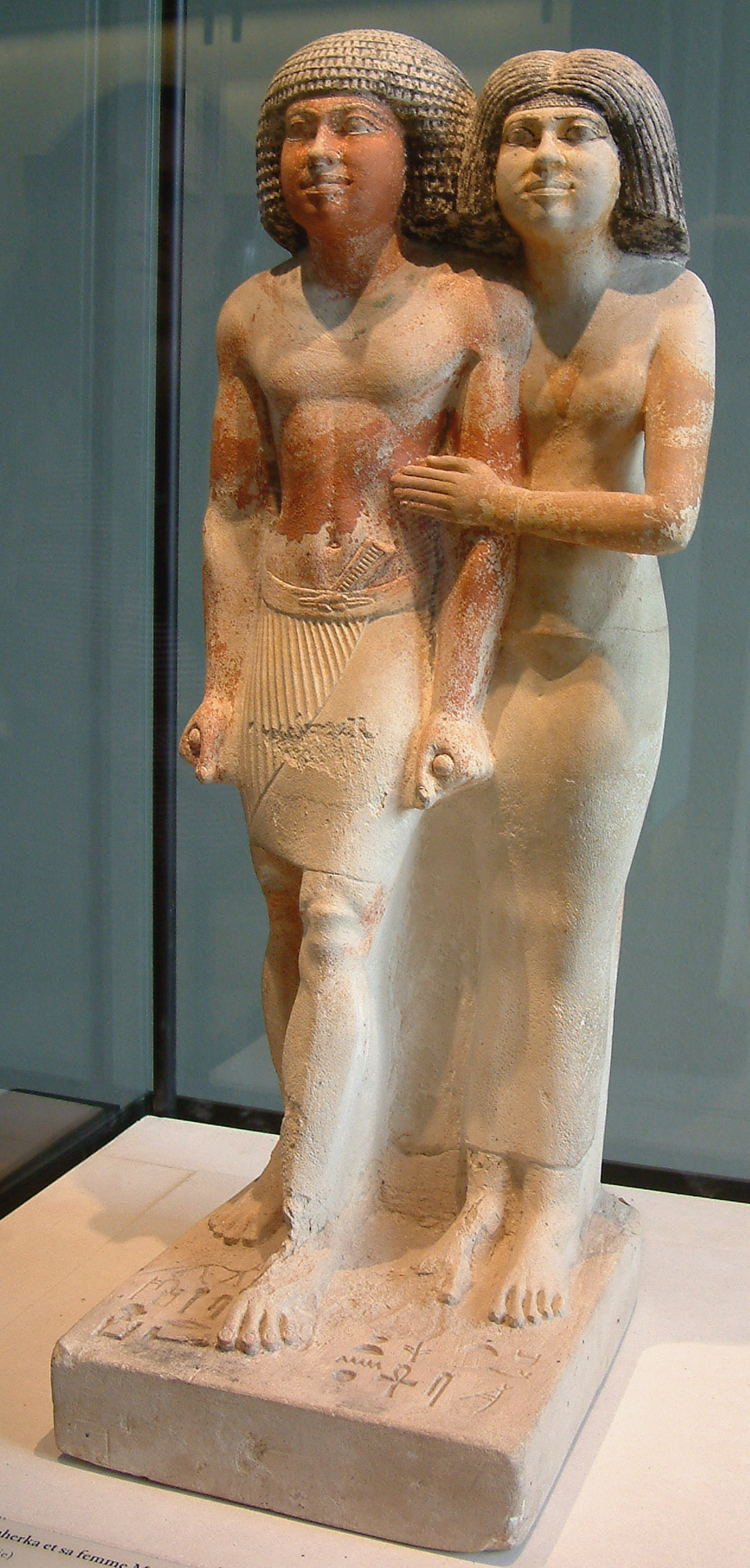
第4-第5王朝の書記夫婦の像。
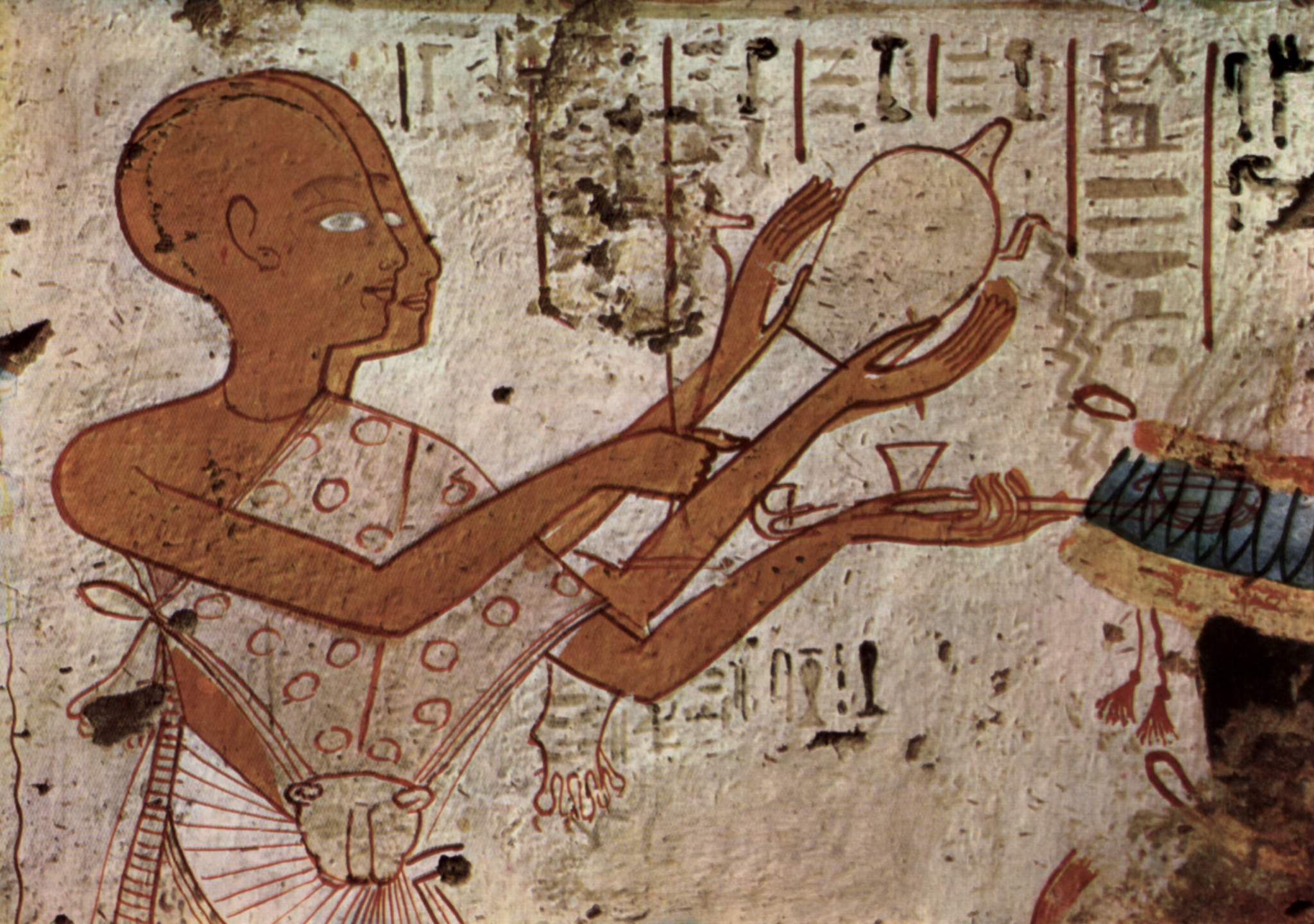
BC1298-1235頃。墓の壁画に描かれた香油を捧げる神官。
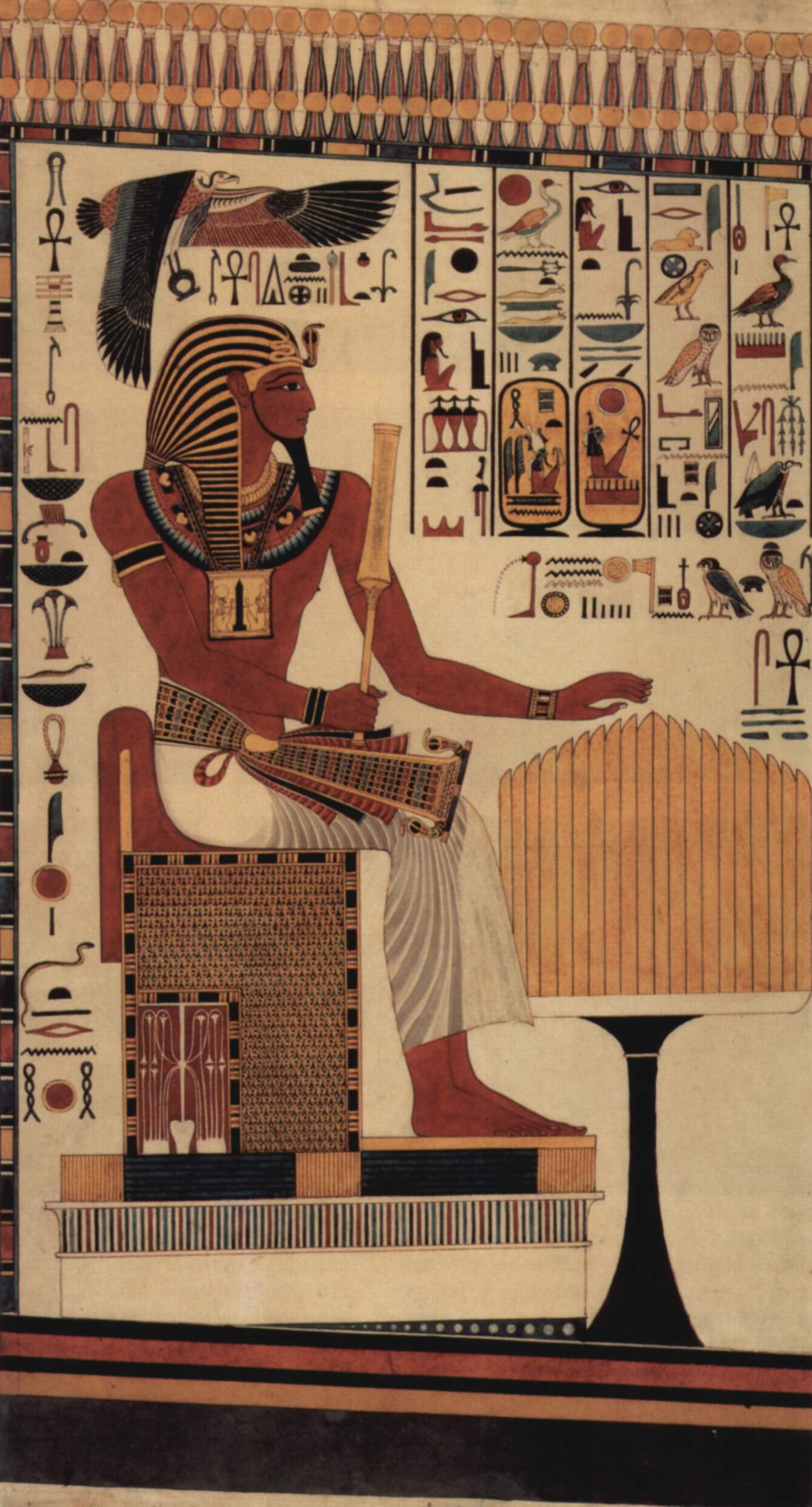
壁画に描かれた第19王朝のファラオ、セティ1世。クラフトを被り、長い付け髭を顎に付けている。
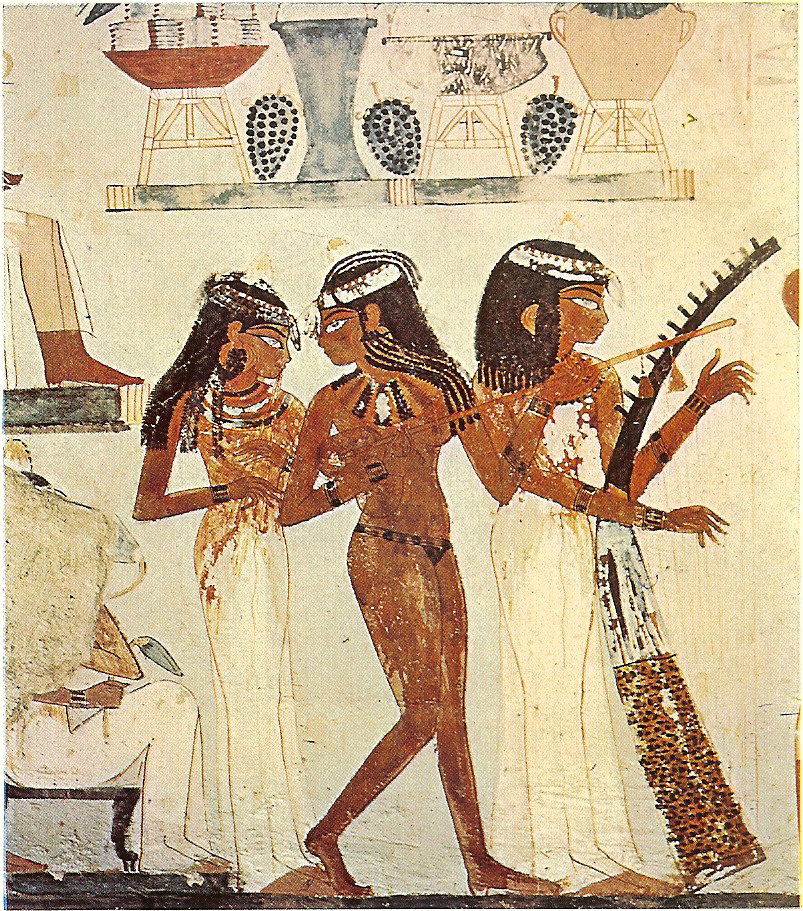
BC1422-1411頃。3人の女性演奏者。
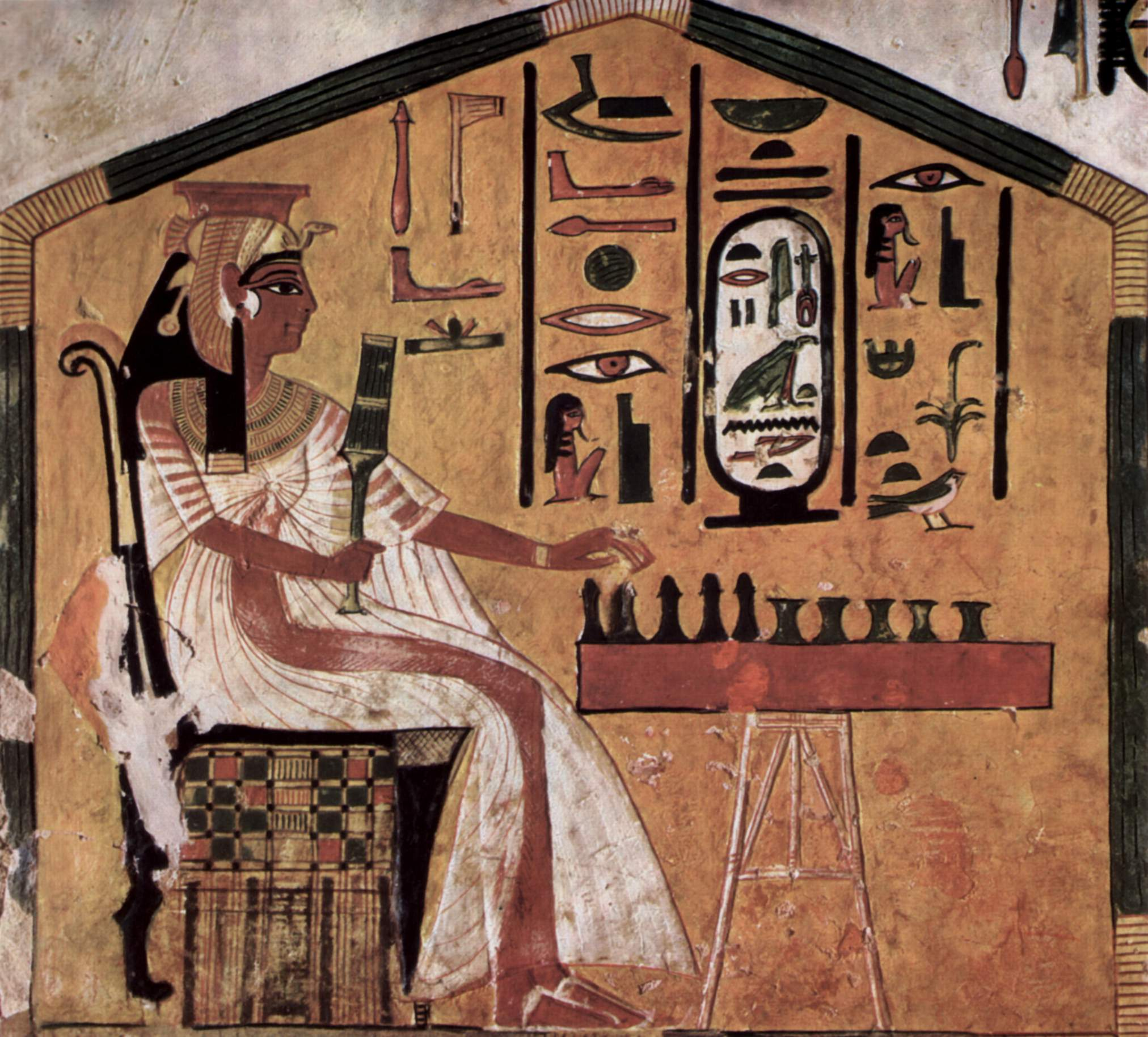
女神ムトの冠をかぶった、古代エジプト第19王朝ラムセス2世第一王妃、ネフェルタリ。
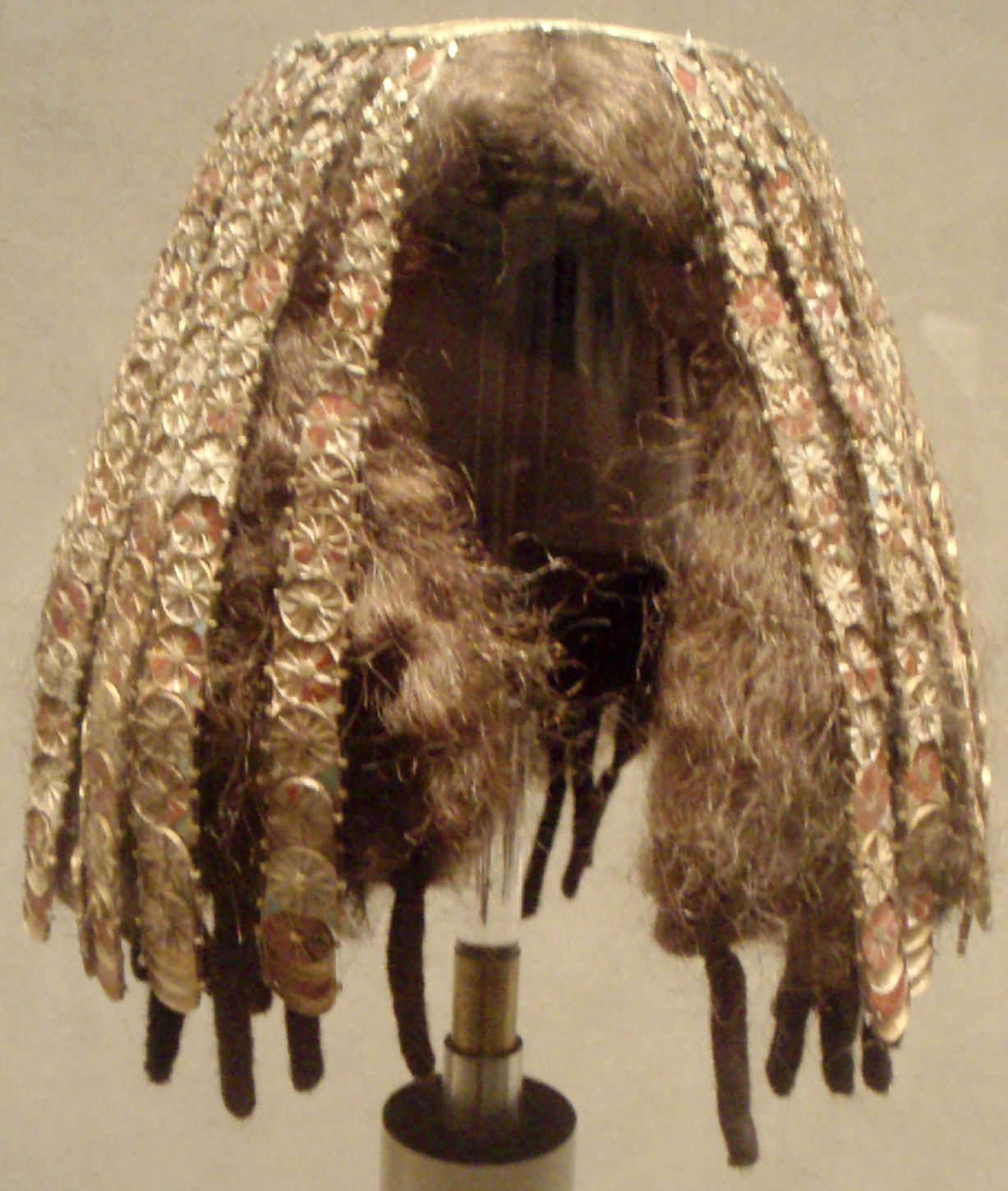
B.C1479-1425頃の女性用のかつら。金・地塗り剤・カーネリアン・ガラス・琥珀でできている。
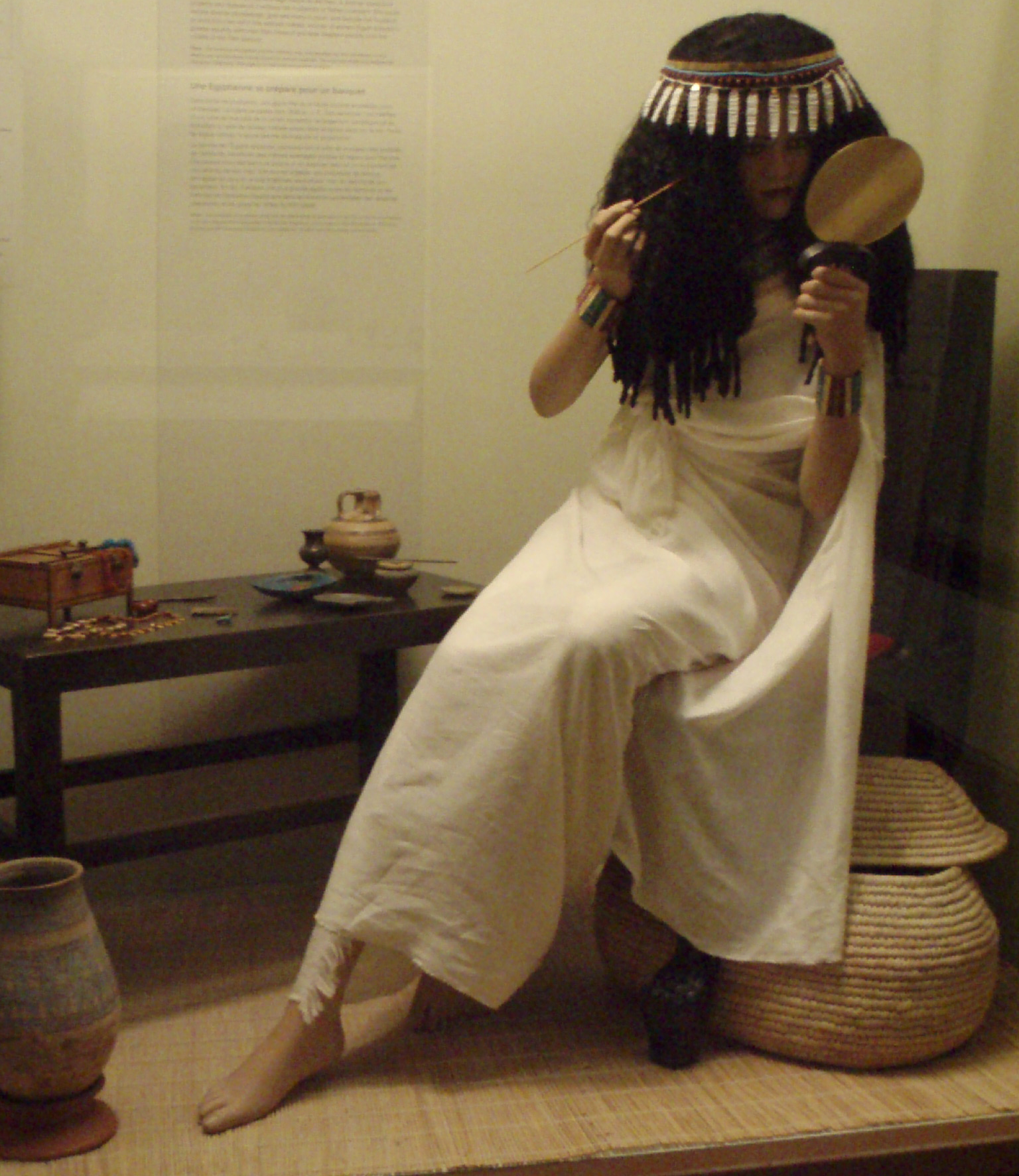
再現された古代エジプトの貴族階級の女性像。化粧をしている。
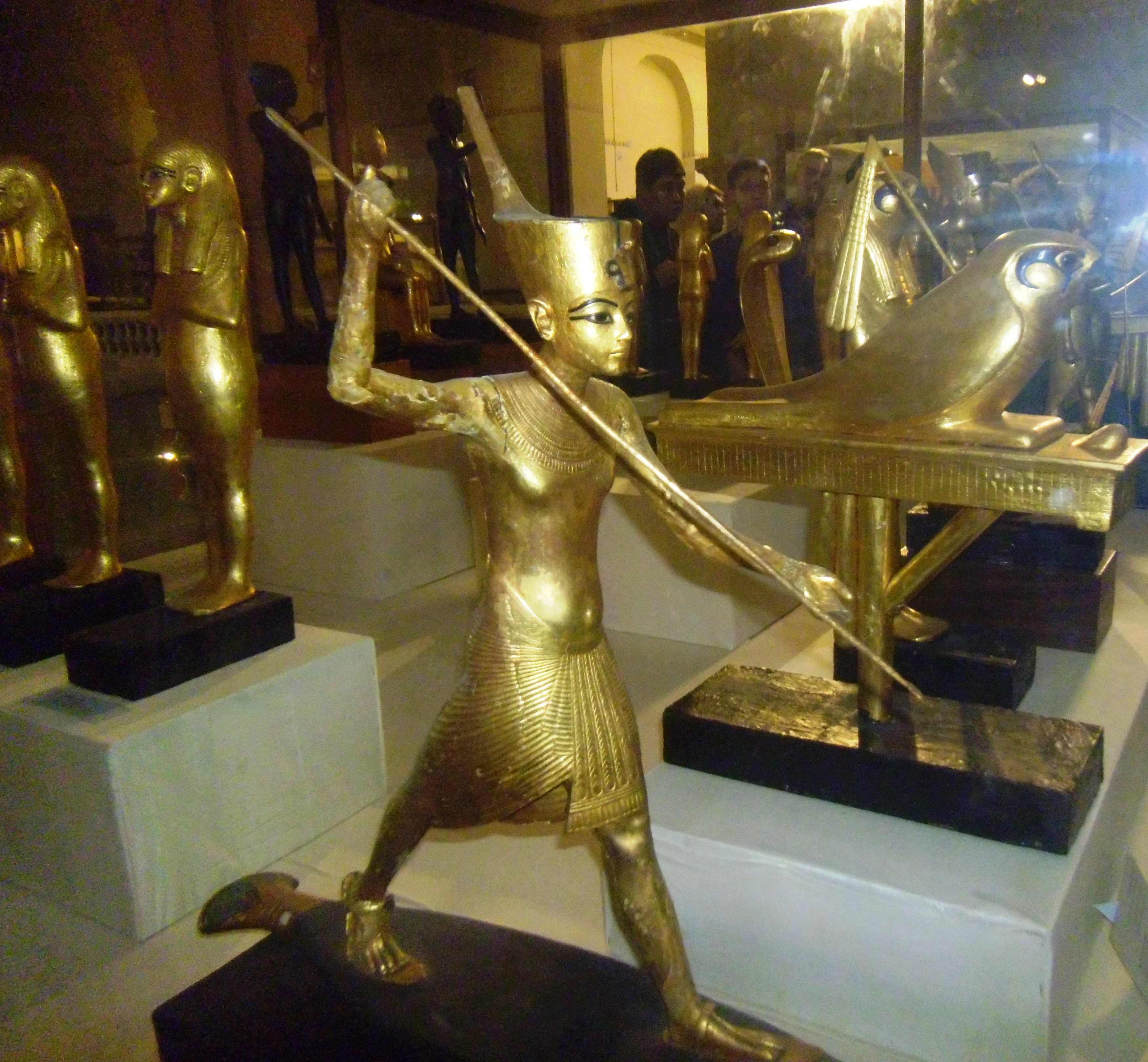
ツタンカーメンの像。ファラオの衣装が見て取れる。
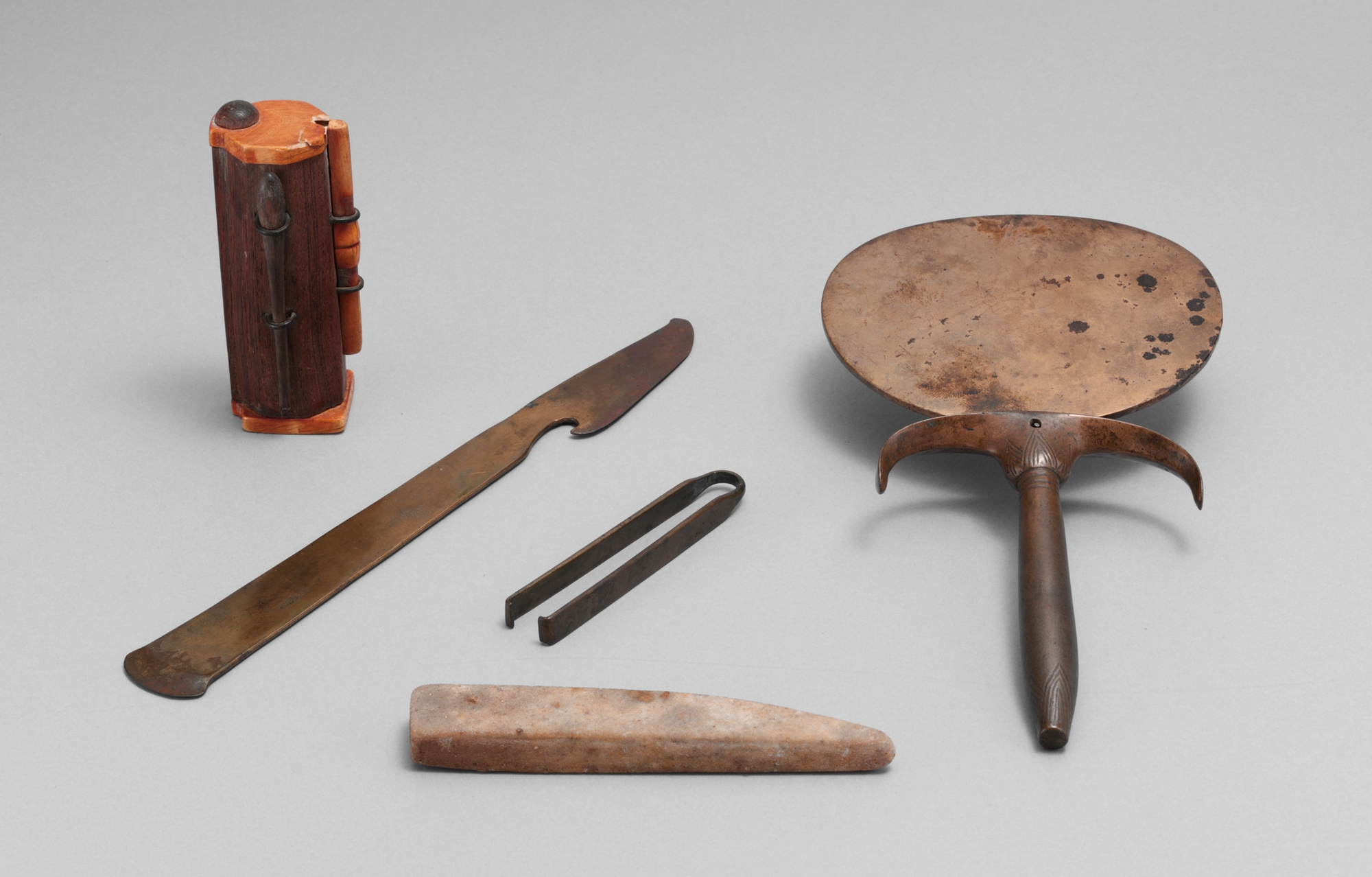
エジプトの化粧セット